# Villampuy
Villampuy est une commune française située dans le département d'Eure-et-Loir en région Centre-Val de Loire.

## Géographie

### Situation

Situation géographique
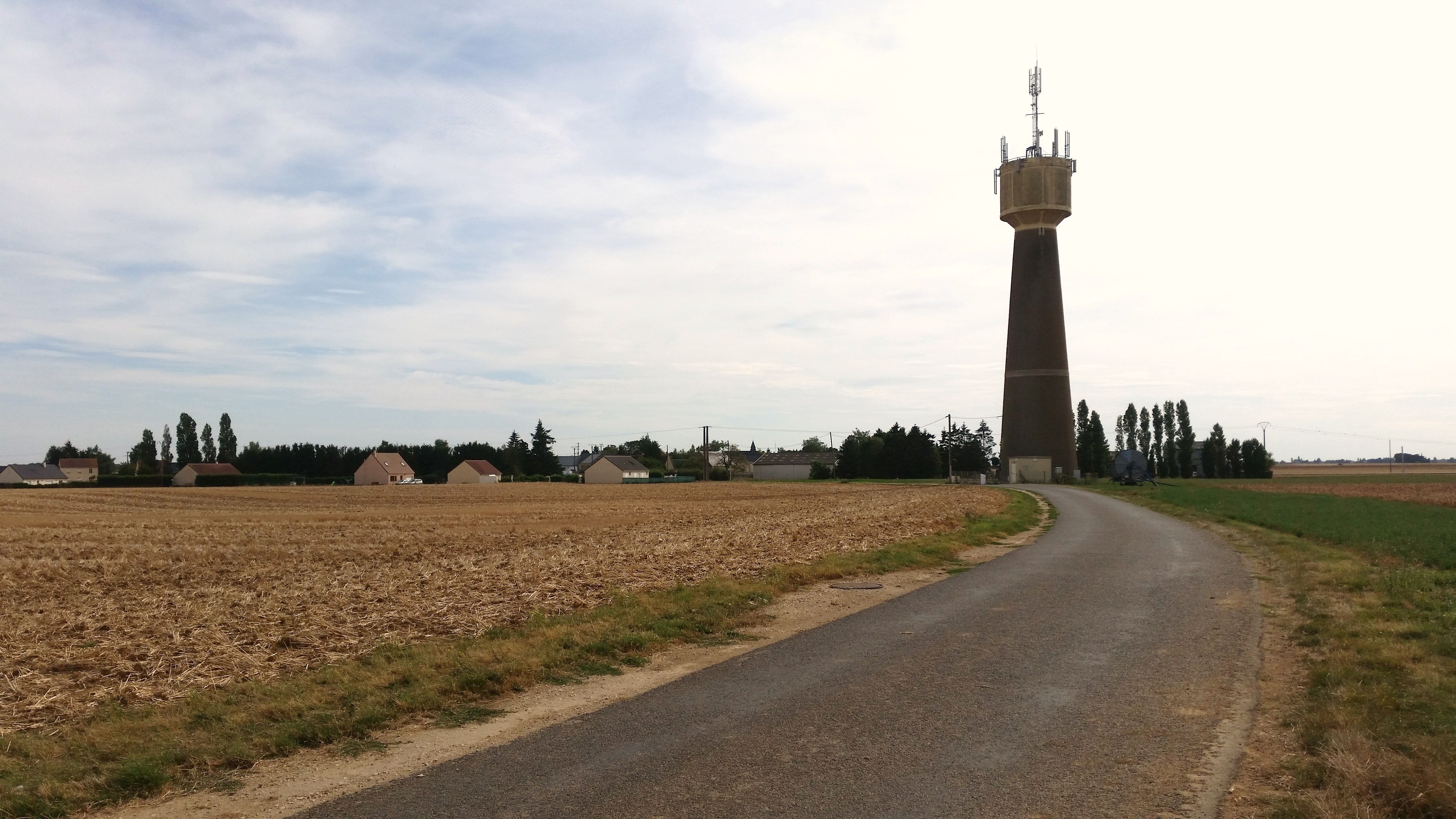
Vue de Villampuy depuis la route venant de Pareau.
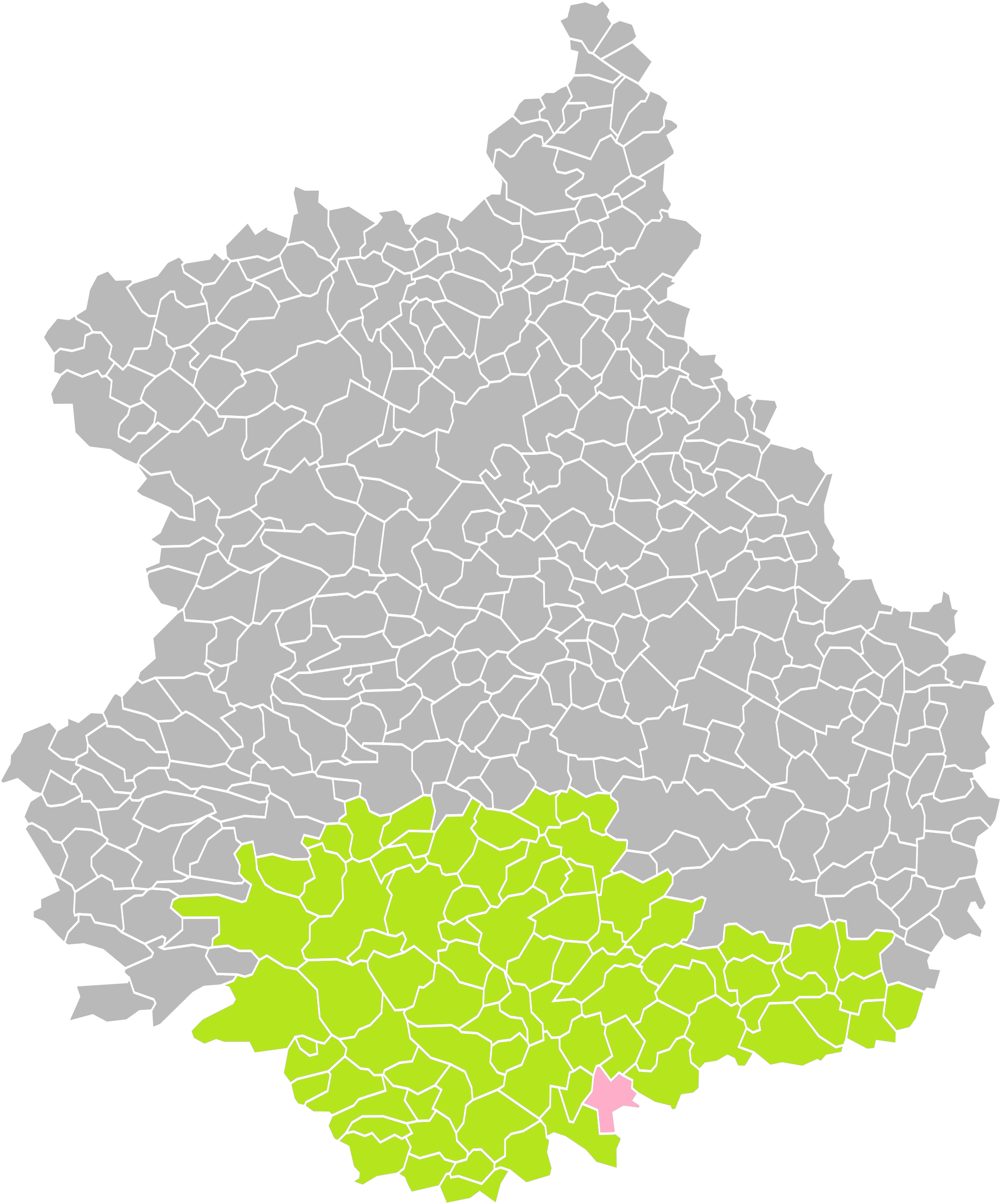
Villampuy dans son arrondissement.
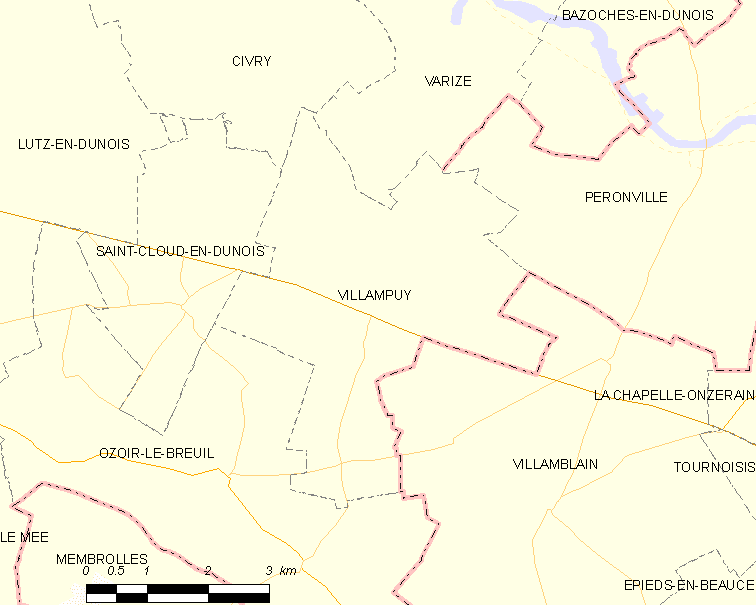
Carte de la commune de Villampuy.

### Communes et département limitrophes
| Civry                 | Varize          |                      |
| Saint-Cloud-en-Dunois | Villampuy       | Péronville           |
|                       | Ozoir-le-Breuil | Villamblain (Loiret) |

### Hameaux, lieux-dits et écarts
- La Folie est située sur la RD 955 (ex RN 155) qui relie Châteaudun à Orléans.
- Pareau est un hameau situé sur la route de Varize.
- Dessainville est un hameau situé sur la route de Bazoches-en-Dunois.
- Juvrainville est un hameau situé sur la route de Membrolles.

### Climat
Le climat qui caractérise la commune est qualifié, en 2010, de « climat océanique dégradé des plaines du Centre et du Nord », selon la typologie des climats de la France qui compte alors huit grands types de climats en métropole. En 2020, la commune ressort du type « climat océanique altéré » dans la classification établie par Météo-France, qui ne compte désormais, en première approche, que cinq grands types de climats en métropole. Il s’agit d’une zone de transition entre le climat océanique, le climat de montagne et le climat semi-continental. Les écarts de température entre hiver et été augmentent avec l'éloignement de la mer. La pluviométrie est plus faible qu'en bord de mer, sauf aux abords des reliefs.
Les paramètres climatiques qui ont permis d’établir la typologie de 2010 comportent six variables pour les températures et huit pour les précipitations, dont les valeurs correspondent aux données mensuelles sur la normale 1971-2000. Les sept principales variables caractérisant la commune sont présentées dans l'encadré ci-après.
| Paramètres climatiques communaux sur la période 1971-2000 - Moyenne annuelle de température : 10,9 °C - Nombre de jours avec une température inférieure à −5 °C : 3 j - Nombre de jours avec une température supérieure à 30 °C : 4,4 j - Amplitude thermique annuelle : 15,1 °C - Cumuls annuels de précipitation : 617 mm - Nombre de jours de précipitation en janvier : 10,4 j - Nombre de jours de précipitation en juillet : 7,3 j |

Avec le changement climatique, ces variables ont évolué. Une étude réalisée en 2014 par la Direction générale de l'Énergie et du Climat complétée par des études régionales prévoit en effet que la  température moyenne devrait croître et la pluviométrie moyenne baisser, avec toutefois de fortes variations régionales. La station météorologique de Météo-France installée sur la commune et mise en service en 1991 permet de connaître l'évolution des indicateurs météorologiques. Le tableau détaillé pour la période 1981-2010 est présenté ci-après.
| Mois                                  | jan.            | fév.            | mars            | avril         | mai             | juin          | jui.           | août           | sep.           | oct.          | nov.            | déc.             | année      |
| ------------------------------------- | --------------- | --------------- | --------------- | ------------- | --------------- | ------------- | -------------- | -------------- | -------------- | ------------- | --------------- | ---------------- | ---------- |
| Température minimale moyenne (°C)     | 1               | 1,2             | 2,4             | 4,2           | 7,8             | 10,5          | 12,3           | 12,6           | 9,6            | 7,2           | 3,6             | 1,3              | 6,2        |
| Température moyenne (°C)              | 3,7             | 4,8             | 7,3             | 9,8           | 13,4            | 16,8          | 19,1           | 19,3           | 15,6           | 11,7          | 6,9             | 3,9              | 11,1       |
| Température maximale moyenne (°C)     | 6,4             | 8,4             | 12,2            | 15,4          | 19,1            | 23            | 25,9           | 26             | 21,5           | 16,1          | 10,3            | 6,6              | 15,9       |
| Record de froid (°C) date du record   | −13,9 07.01.09  | −9,7 03.02.1998 | −11 01.03.05    | −4,4 11.04.03 | −0,5 14.05.1995 | 1,2 01.06.06  | 4,4 13.07.1993 | 2,8 29.08.1998 | 1,4 14.09.1997 | −5 30.10.1997 | −15,7 30.11.10  | −11,8 29.12.1996 | −15,7 2010 |
| Record de chaleur (°C) date du record | 14,7 13.01.1998 | 19,7 20.02.1998 | 23,4 30.03.1994 | 27,5 30.04.05 | 30,6 27.05.05   | 34,3 28.06.05 | 37,1 26.07.06  | 39,7 10.08.03  | 33,6 04.09.05  | 27,7 07.10.09 | 19,8 03.11.1994 | 16,4 07.12.00    | 39,7 2003  |
| Précipitations (mm)                   | 50,1            | 40,5            | 41,5            | 41,3          | 56,7            | 42,8          | 53,9           | 49,2           | 41,8           | 58            | 57,4            | 53,8             | 587        |

## Urbanisme

### Typologie
Au 1er janvier 2024, Villampuy est catégorisée commune rurale à habitat dispersé, selon la nouvelle grille communale de densité à 7 niveaux définie par l'Insee en 2022.
Elle est située hors unité urbaine. Par ailleurs la commune fait partie de l'aire d'attraction d'Orléans, dont elle est une commune de la couronne,. Cette aire, qui regroupe 136 communes, est catégorisée dans les aires de 200 000 à moins de 700 000 habitants,.

### Occupation des sols
L'occupation des sols de la commune, telle qu'elle ressort de la base de données européenne d’occupation biophysique des sols Corine Land Cover (CLC), est marquée par l'importance des territoires agricoles (100 % en 2018), une proportion identique à celle de 1990 (100 %). La répartition détaillée en 2018 est la suivante : 
terres arables (100 %). L'évolution de l’occupation des sols de la commune et de ses infrastructures peut être observée sur les différentes représentations cartographiques du territoire : la carte de Cassini (XVIIIe siècle), la carte d'état-major (1820-1866) et les cartes ou photos aériennes de l'IGN pour la période actuelle (1950 à aujourd'hui).

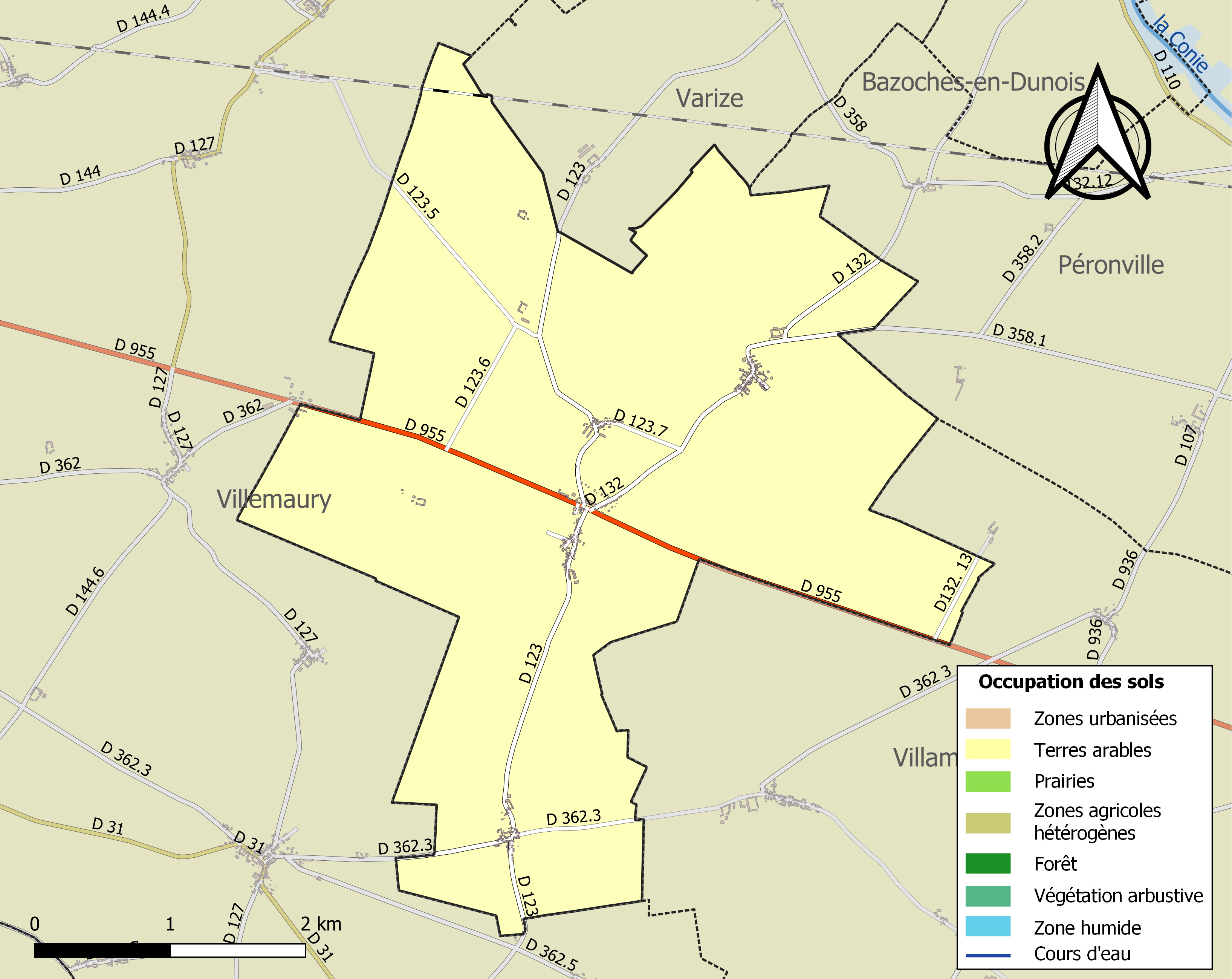
Carte des infrastructures et de l'occupation des sols de la commune en 2018 (CLC).

### Risques majeurs
Le territoire de la commune de Villampuy est vulnérable à différents aléas naturels : météorologiques (tempête, orage, neige, grand froid, canicule ou sécheresse), inondations, mouvements de terrains et séisme (sismicité très faible). Il est également exposé à un risque technologique, le transport de matières dangereuses. Un site publié par le BRGM permet d'évaluer simplement et rapidement les risques d'un bien localisé soit par son adresse soit par le numéro de sa parcelle.

#### Risques naturels
Certaines parties du territoire communal sont susceptibles d’être affectées par le risque d’inondation par débordement de cours d'eau, notamment la Foussarde. La commune a été reconnue en état de catastrophe naturelle au titre des dommages causés par les inondations et coulées de boue survenues en 1999,.

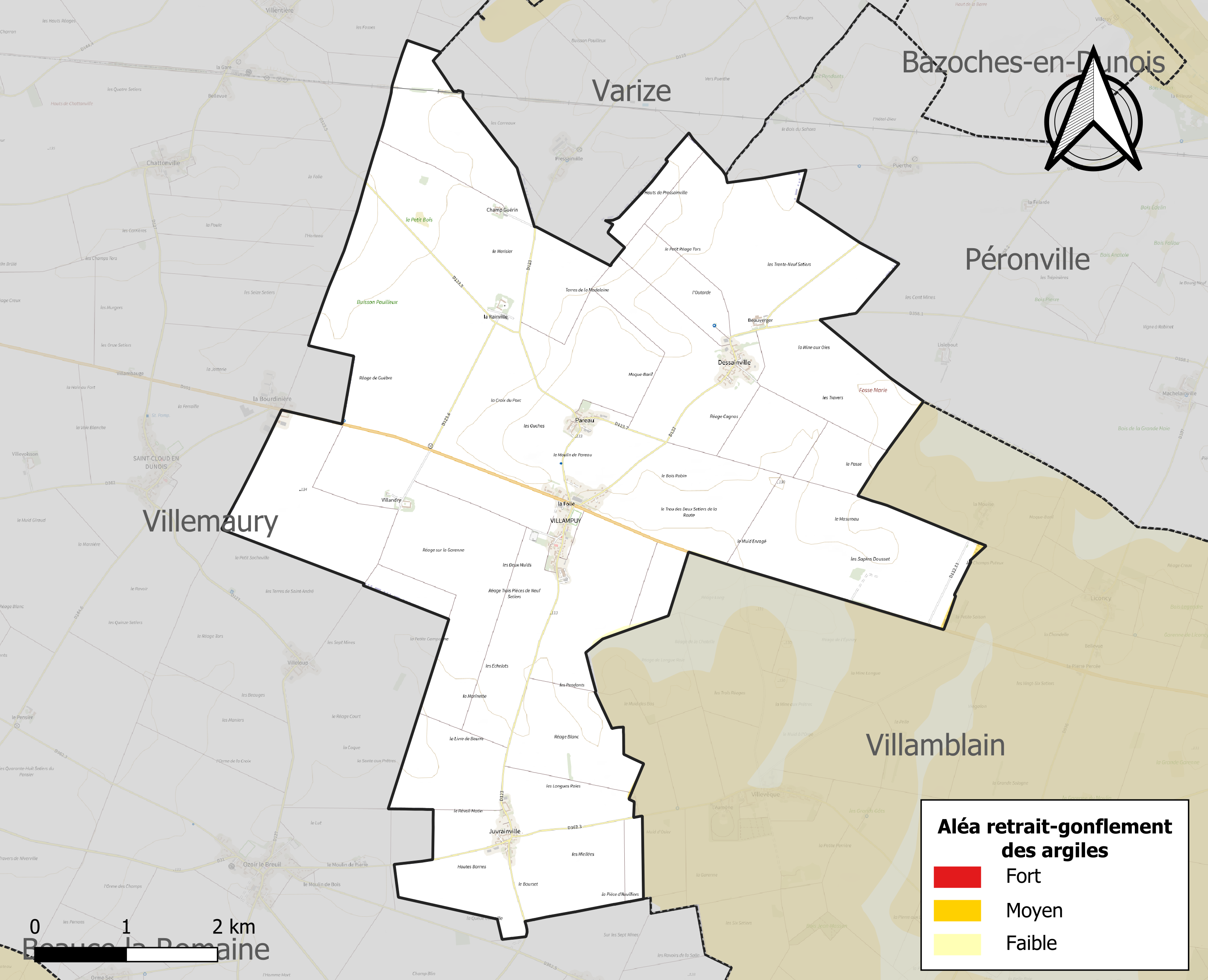
Carte des zones d'aléa retrait-gonflement des sols argileux de Villampuy.

Les mouvements de terrains susceptibles de se produire sur la commune sont des affaissements et effondrements liés aux cavités souterraines. L'inventaire national des cavités souterraines permet de localiser celles situées sur la commune.
Le retrait-gonflement des sols argileux est susceptible d'engendrer des dommages importants aux bâtiments en cas d’alternance de périodes de sécheresse et de pluie. 0,1 % de la superficie communale est en aléa moyen ou fort (52,8 % au niveau départemental et 48,5 % au niveau national). Sur les 146 bâtiments dénombrés sur la commune en 2019, 0 sont en aléa moyen ou fort, soit 0 %, à comparer aux 70 % au niveau départemental et 54 % au niveau national. Une cartographie de l'exposition du territoire national au retrait gonflement des sols argileux est disponible sur le site du BRGM,.
Concernant les mouvements de terrains, la commune a été reconnue en état de catastrophe naturelle au titre des dommages causés par des mouvements de terrain en 1999.

#### Risques technologiques
Le risque de transport de matières dangereuses sur la commune est lié à sa traversée par des infrastructures routières ou ferroviaires importantes ou la présence d'une canalisation de transport d'hydrocarbures. Un accident se produisant sur de telles infrastructures est en effet susceptible d’avoir des effets graves au bâti ou aux personnes jusqu’à 350 m, selon la nature du matériau transporté. Des dispositions d’urbanisme peuvent être préconisées en conséquence.

## Toponymie
Le nom de la localité est attesté sous les formes Villa in Podio vers 1250 ; Ville en Puy en 1460 et en 1471 ; Vilampuid en 1679 ; Villampuy en 1740 ; Villempui au XVIIIe siècle (Carte de Cassini).

## Politique et administration

### Liste des maires
| Période                                  | Période  | Identité           | Étiquette | Qualité                              |
| ---------------------------------------- | -------- | ------------------ | --------- | ------------------------------------ |
| mars 2014                                | En cours | Vincent Lhopiteau, | REC       | Agriculteur sur moyenne exploitation |
| Les données manquantes sont à compléter. |          |                    |           |                                      |

## Population et société

### Démographie
L'évolution du nombre d'habitants est connue à travers les recensements de la population effectués dans la commune depuis 1793. Pour les communes de moins de 10 000 habitants, une enquête de recensement portant sur toute la population est réalisée tous les cinq ans, les populations de référence des années intermédiaires étant quant à elles estimées par interpolation ou extrapolation. Pour la commune, le premier recensement exhaustif entrant dans le cadre du nouveau dispositif a été réalisé en 2007.

En 2022, la commune comptait 298 habitants, en évolution de −6,29 % par rapport à 2016 (Eure-et-Loir : −0,23 %, France hors Mayotte : +2,11 %).
| 1793 | 1800 | 1806 | 1821 | 1831 | 1836 | 1841 | 1846 | 1851 |
| ---- | ---- | ---- | ---- | ---- | ---- | ---- | ---- | ---- |
| 372  | 334  | 381  | 419  | 455  | 479  | 475  | 522  | 519  |

| 1856 | 1861 | 1866 | 1872 | 1876 | 1881 | 1886 | 1891 | 1896 |
| ---- | ---- | ---- | ---- | ---- | ---- | ---- | ---- | ---- |
| 536  | 531  | 509  | 503  | 522  | 517  | 536  | 539  | 509  |

| 1901 | 1906 | 1911 | 1921 | 1926 | 1931 | 1936 | 1946 | 1954 |
| ---- | ---- | ---- | ---- | ---- | ---- | ---- | ---- | ---- |
| 507  | 521  | 538  | 503  | 502  | 505  | 504  | 420  | 360  |

| 1962 | 1968 | 1975 | 1982 | 1990 | 1999 | 2006 | 2007 | 2012 |
| ---- | ---- | ---- | ---- | ---- | ---- | ---- | ---- | ---- |
| 346  | 339  | 301  | 269  | 266  | 228  | 273  | 279  | 329  |

| 2017 | 2022 | - | - | - | - | - | - | - |
| ---- | ---- | - | - | - | - | - | - | - |
| 306  | 298  | - | - | - | - | - | - | - |

## Culture locale et patrimoine

### Lieux et monuments
- L'église Notre-Dame.

### Personnalités liées à la commune
- Pierre Dreux (1829-1888), connu politiquement sous le nom de Dreux-Linget, est un homme politique né à Villampuy.
- Pascal Nzonzi (1951- ), comédien franco-congolais, installé à Villampuy en 1991.